# Freddie Grubb
Frederick Henry Grubb, detto Freddie (Kingston upon Thames, 27 maggio 1887 – Surrey, 6 marzo 1949), è stato un ciclista su strada britannico.

## Palmarès
- Giochi olimpici

Stoccolma 1912: argento nella corsa individuale, argento nella corsa a squadre.